# Esther Mora
Esther Mora Soto (Ciudad de México, 25 de mayo de 1958) conocida comúnmente como Esther Mora, es una exfutbolista y exdelantera de la selección femenil mexicana. Fue la primera mexicana en jugar para un equipo extranjero y en conseguir un título de goleo con un equipo europeo en la década de los 70.

## Trayectoria
En la década de los 60 comenzó a jugar fútbol a la edad de 8 años con un equipo varonil llamado Volga representante del Sindicato de Trabajadores de la Producción Cinematográfica (STPC), en la época que no existían ligas de fútbol femenil. A los 10 años, se convirtió en la primera mujer en anotar un gol en el Estadio Azteca, durante la fase final de un torneo juvenil efectuado en 1968.
Destacó en los primeros torneos femeniles organizados a finales de la década de los 60. Fue reconocida por la prensa de la época por su técnica y su toque con la pierna zurda.
A los 12 años formó parte de la selección mexicana que participó en el Segundo Mundial Femenil de 1971, celebrado en México, pero no logró debutar durante el torneo.
Continuó como seleccionada nacional por cuatro años. Llegó al fútbol europeo gracias a una gira que realizó el equipo mexicano en 1975 por Italia, donde el club Alaska Lecce le ofreció un contrato para jugar a nivel profesional en la Serie B de la liga femenil italiana.
Mora permaneció con el Alaska Lecce  de 1975 a 1980, donde consiguió cuatro títulos de goleo y el reconocimiento como la mejor jugadora extranjera en tres temporadas. Conquistó el campeonato de la Serie B en las temporadas de 1977 y 1979, esta última para ascender a la Serie A (primera división) del fútbol femenil italiano.
Debido a problemas personales, Mora regresó a México en 1980, por lo que no pudo debutar en el máximo circuito europeo.
Participó en la primera selección femenil convocada por la Federación Mexicana de Futbol para el torneo preliminar de la Concacaf con el objetivo de conseguir el pase para la Copa Mundial Femenil de 1991, el primero torneo femenil reconocido oficialmente por la FIFA.
En 1994 repitió como parte de la selección nacional en este mismo torneo, donde México no consiguió su pase para la Copa Mundial Femenil de 1995.
Se retiró del fútbol profesional en 1995, para dedicarse a la labor de entrenadora a nivel amateur.

## Participaciones en Selección Nacional
- Copa Mundial Femenina de Fútbol de 1971.
- Campeonato Femenino de la Concacaf de 1991.
- Campeonato Femenino de la Concacaf de 1994.